# Malimbe ventrevermell
El malimbe ventrevermell (Malimbus erythrogaster) és un ocell de la família dels ploceids (Ploceidae).

## Hàbitat i distribució
Habita els boscos del sud de Nigèria, sud de Camerun cap a l'est fins al sud-oest de la República Centreafricana, nord, nord-est, sud i est de la República Democràtica del Congo, extrem sud-oest del Sudan i oest d'Uganda cap al sud fins Gabon i la República del Congo.